# Common European Research Information Format
Le Common European Research Information Format (CERIF) a été développé avec l'appui de la Commission européenne dans les deux grandes phases: 1987-1990 et 1997-1999. Il s'agit d'une norme recommandée par l’Union européenne à ses États membres. 
Depuis 2002, c’est EuroCRIS, organisation à un but non lucratif destinée à la promotion des Current Research Information System (en) (Système d'information des recherches en cours] encore appelés CRIS qui assure la maintenance et la gestion de ce standard. La plupart des États membres de l'Union européenne soutiennent publiquement des programmes de recherche. Il est connu de tous que la coordination de la recherche et du développement conduit à la création de richesses et au progrès social. Dans le même temps, le financement public de la recherche et de l’innovation est un enjeu clé de cette coordination. Dans cette articulation, il est important pour les bailleurs de fonds de recueillir des éléments d’informations qui leur permettent de renforcer leurs décisions de financement et d’orienter au besoin leur stratégie de recherche, d’où une gouvernance appropriée grâce à l’information mise à la disposition du public. De façon globale, les États membres ont le même processus de pilotage et coordination de recherche repris dans le modèle CERIF : la planification stratégique, la publication du programme, appel à propositions; évaluation des propositions et l'attribution des projets, le suivi des résultats et  d'exploitation des résultats du projet. 

## Différentes versions du format CERIF

### Structure conceptuelle CERIF 2008
- Entités de base
- Entités résultats
- Liens sémantiques
- Entités périphériques